# Zapfen (Teichwirtschaft)

Schematischer Aufbau

Als Zapfen wird eine vor allem in früherer Zeit, aber u. a. bei professionell bewirtschafteten Karpfenteichen im Waldviertel weiterhin verwendete Konstruktion bezeichnet, die als Ablaufbauwerk eines Fischteichs dient. Heutzutage erfüllen oft Mönche diesen Zweck, die im Gegensatz zum Zapfen zudem eine permanente Tiefenwasserableitung ermöglichen. Bei Verwendung eines Zapfens muss das den Teich durchfließende Wasser hingegen über den Überfall abgeleitet werden.
Der Teichgrund ist in Form eines flachen Trichters mit Ausrichtung auf den Damm angelegt. Die Konstruktion eines Zapfens (siehe Zeichnung) besteht aus einer Röhre, auch Rinne genannt, welche vom tiefsten Punkt des Fischbetts auf der wasserseitigen Seite des Damms durch den Damm hindurch nach außen führt. Die Röhre wird in der Regel aus einem oder mehreren ausgehöhlten Baumstämmen hergestellt. Auf der Teichseite ist die Röhre verschlossen, weist jedoch oben eine konische Bohrung auf. In diese wird der eigentliche Zapfen, ein vorne zugespitzter und oben aus der Wasseroberfläche herausragender Baumstamm, gesteckt. Die Auflagefläche des Zapfens in der Rinnenöffnung wird mit geeigneten Materialien abgedichtet, um ein langsames Ausrinnen des Teichs zu verhindert. Gehalten wird der Zapfen vom Zapfenhaus, das aus in den Teichgrund gerammten Pfählen und einer darauf angebrachten Plattform besteht. Vom Damm ist das Zapfenhaus über einen einfachen Steg erreichbar. Oben sind die Pfähle mit Balken verbunden, an denen ein Hebezeug, zum Beispiel ein Balken mit Hebelwirkung, angebracht wird, um den Zapfen wie den Stöpsel einer Badewanne ziehen und den Teich in Folge abzulassen zu können. Das Zapfenhaus muss von einem Rechen, einem Gitter aus dünnen Hölzern, Weidengeflecht oder ähnlichem, umgeben sein, um die Fische beim Ablassen des Teichs daran zu hindern, durch die Röhre zu entweichen. Bevor der Teich wieder eingestaut (gespannt) werden kann, muss der Zapfen wieder in die Röhre gesteckt und abgedichtet werden.

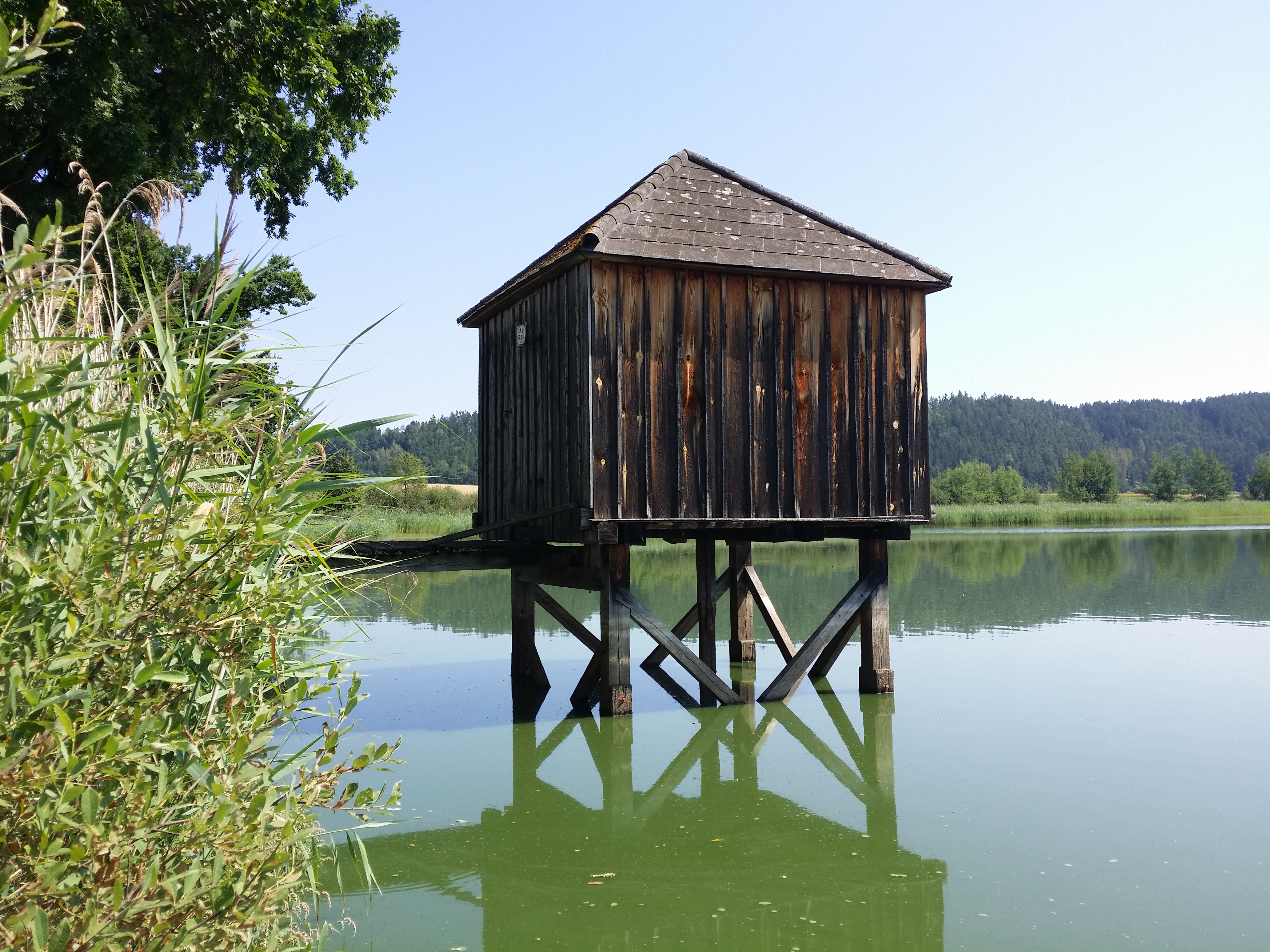
Zapfenhaus des Altweitraer Teichs.
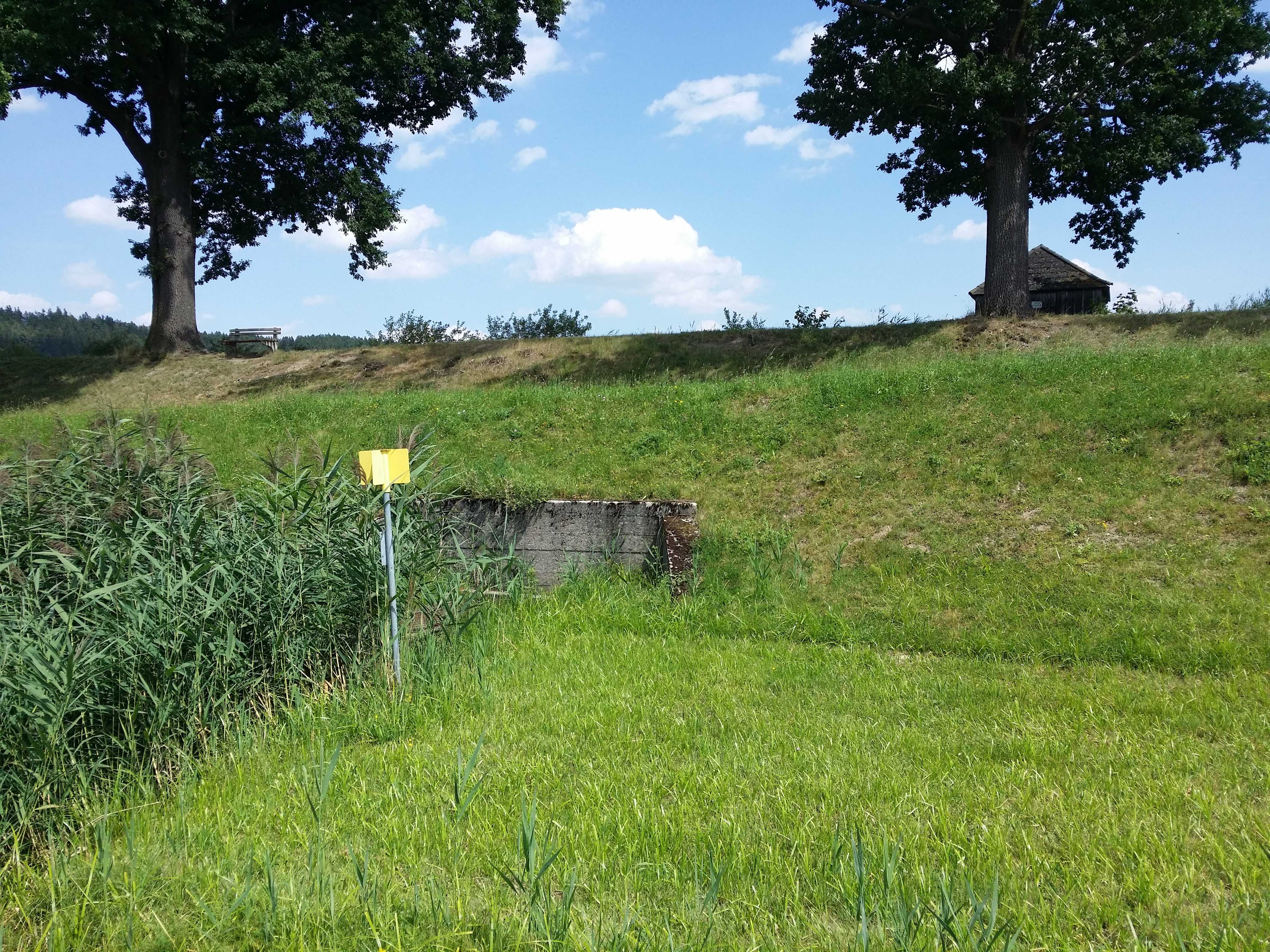
Vorfluter des Ablasses des Altweitraer Teichs.
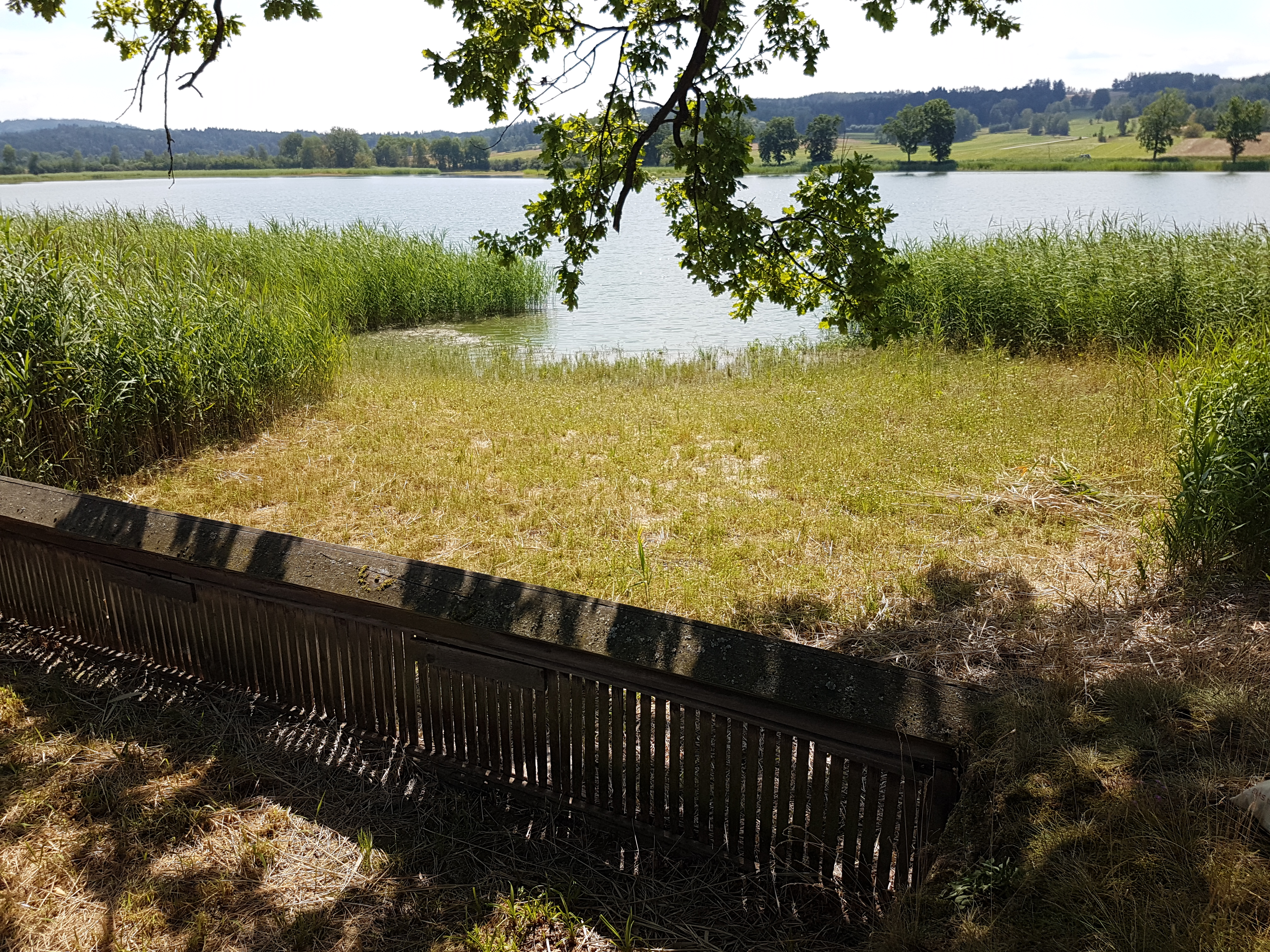
Überfall mit Fischrechen des Altweitraer Teichs.
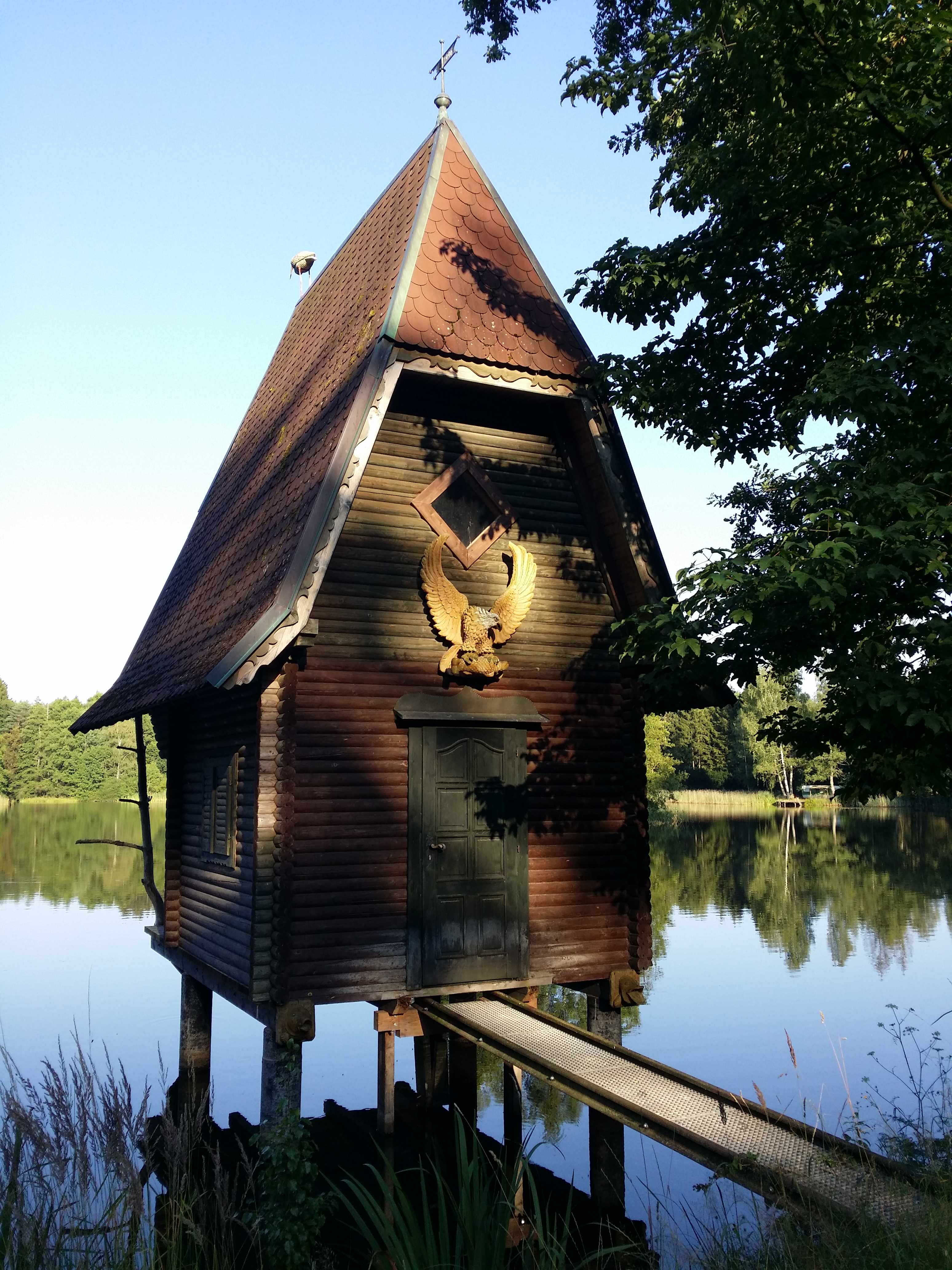
Verziertes Zapfenhaus des Richterteichs bei Litschau.
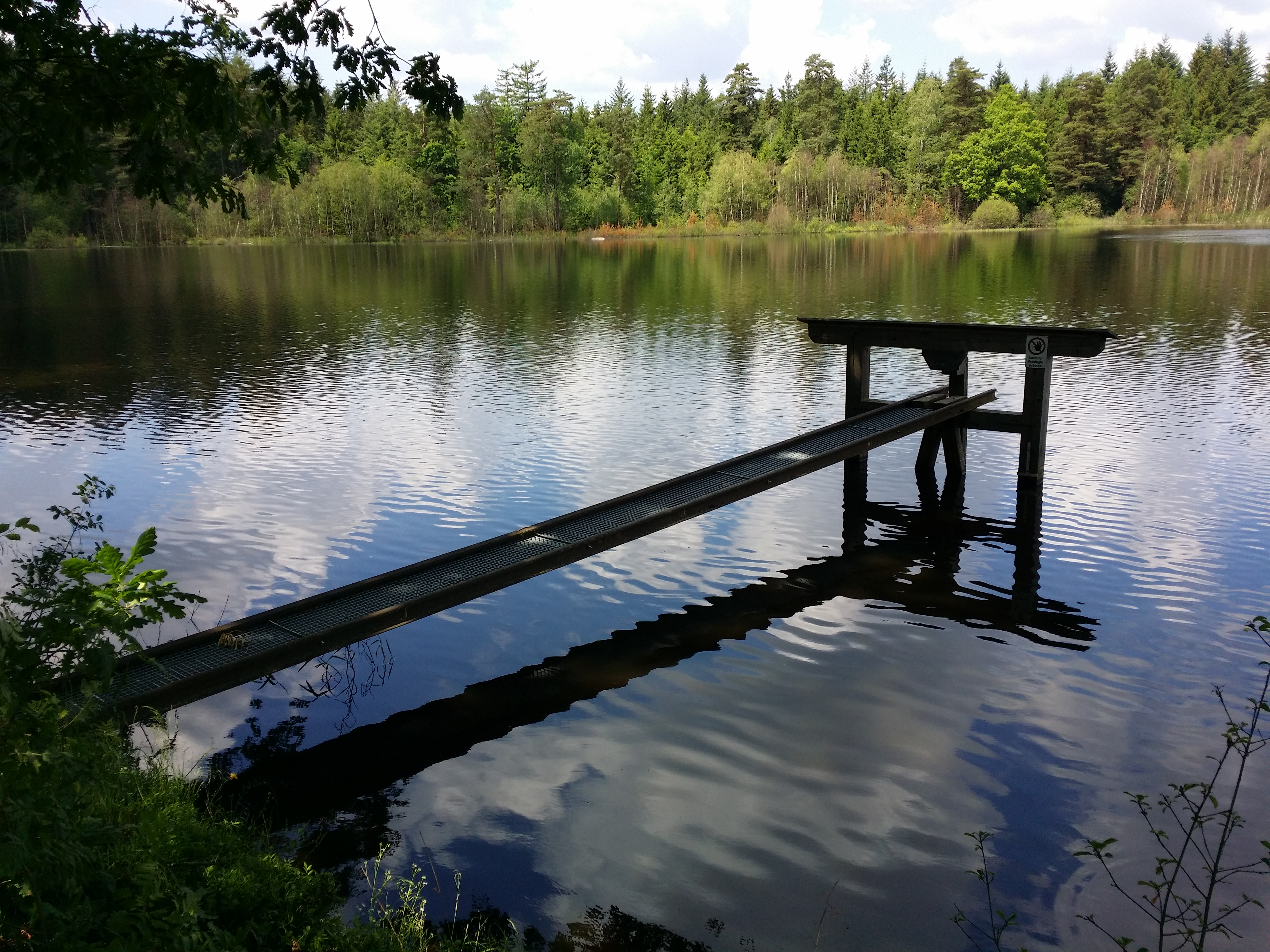
Einfacher Zapfen des Kufsteinteichs bei Litschau.
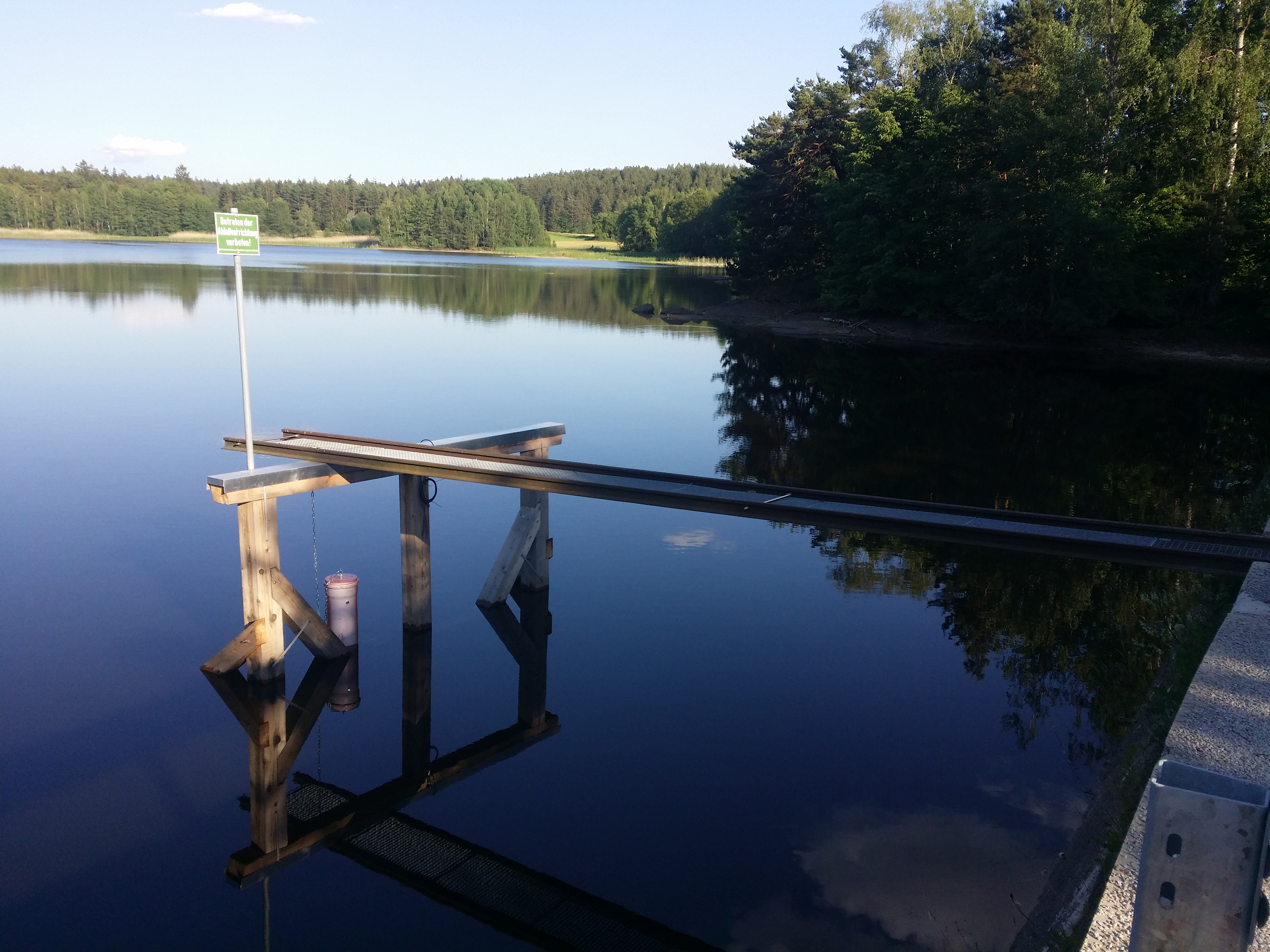
Einfacher Zapfen des Brandteichs bei Brand.